# Малцов
Малцов (слч. Malcov) насељено је мјесто са административним статусом сеоске општине (слч. obec) у округу Бардјејов, у Прешовском крају, Словачка Република.

## Становништво
| Година:    | 1994. | 2004.   | 2014.   | 2024.   |
| ---------- | ----- | ------- | ------- | ------- |
| Број људи: | 1385  | 1447    | 1572    | 1608    |
| Разлика:   |       | +4,47 % | +8,63 % | +2,29 % |

| Година:    | 2023. | 2024.   |
| ---------- | ----- | ------- |
| Број људи: | 1601  | 1608    |
| Разлика:   |       | +0,43 % |

Према подацима о броју становника из 2024. године насеље је имало 1608 становника.